# Ödön Földessy
Ödön Földessy   (Békés, 1 de juliol de 1929 - Budapest, 9 de juny de 2020) fou un atleta hongarès, especialista en el salt de llargada, que va competir durant la dècada de 1950.
El 1952 va prendre part en els Jocs Olímpics d'Estiu de Hèlsinki, on guanyà la medalla de bronze en la prova del salt de llargada del programa d'atletisme. Finalitzà rere els estatunidencs Jerome Biffle i Meredith Gourdine. Quatre anys més tard, als Jocs de Melbourne, quedà eliminat en sèries en la mateixa prova.
En el seu palmarès destaca una medalla d'or en el salt de llargada del Campionat d'Europa d'atletisme de 1954, per davant Zbigniew Iwański i Ernest Wanko. Va guanyar nou campionats hongaresos entre 1950 i 1959 i sols no el guanyà el 1956, quan ho va fer György Csányi. Va millorar el rècord nacional del salt de llargada en tres ocasions. Es va retirar el 1959.

## Millors marques
- Salt de llargada. 7,76 metres (1953)[3][7]